# Список музеев Нюрнберга

Нюрнберг — один из крупнейших культурных центров Германии.

## Самые известные музеи Нюрнберга
- Германский национальный музей (нем. Germanisches Nationalmuseum)

- Дом-музей Дюрера (нем. Albrecht-Dürer-Haus)
Исторический дом-музей художника.

- Историческая тюрьма-дыра (нем. Historische Lochgefängnisse)
В подвалах XIV века расположены 12 маленьких камер, которые одновременно служили как тюремные камеры обследования. Также там можно осмотреть камеру пыток.

- Музей пивных бокалов (нем. Weizenbierglasmuseum)
Более 4 500 бокалов для пива более чем 1 300 различных пивоварен в различном художественном оформлении и разнообразных формах.

- Музей голубей (нем. Taubenmuseum)
На площади около 600  м² размещены 2/3 из 40 000 имеющихся экспонатов.

- Музей транспорта (нем. Verkehrsmuseum)